# Robert Verrecchia
Robert Ernest Verrecchia ist ein US-amerikanischer Wirtschaftswissenschaftler und Hochschullehrer.

## Werdegang, Forschung und Lehre
Nach seinem Bachelor-of-Science-Abschluss an der Brown University 1970 ging Verrecchia an die University of North Carolina at Chapel Hill, die er 1972 als Master of Science verließ. Anschließend wechselte er an die Stanford University, an der er 1976 an der Graduate School of Business als Ph.D. graduierte. Als Assistant Professor für Rechnungslegung an der University of Illinois at Urbana-Champaign blieb er in der Folge dem Wissenschaftsbetrieb erhalten. 1979 zog er an die Graduate School of Business der University of Chicago weiter, an der er 1981 zum Associate Professor aufstieg. 1985 folgte er einem Ruf der University of Pennsylvania und ging als ordentlicher Professor an die Wharton School. 1997 übernahm er dort die Elizabeth-F.-Putzel-Professur.
Verrecchias Spezialgebiet ist die Rechnungslegung und Bilanzierung. Hierbei liegt sein Hauptaugenmerk insbesondere im Bereich der Publizität und Publizitätsvorschriften für Kapitalmärkte, Publikationen und Lehrveranstaltungen handeln unter anderem von asymmetrischen Informationen, Kapitalkosten, dem bilanziellen Abbilden komplexer Finanzinstrumente und den Diskussionen über ein Bilanzrahmenwerk zwischen dem US-amerikanischen Financial Accounting Standards Board und dem britischen, die EU-Interessen vertretenden International Accounting Standards Board.